# Љомја
Љомја (алб. Lojmë) је насељено место у општини Кукеш у округу Кукеш, Албанија. Према попису из 1989. године било је 655 становника.
Српски лингвиста Радивоје Младеновић, 2001. године наводи да је Љомја била словенско насеље које је албанизовано за време османске владавине овим крајевима.